# Stadion RKS Skra
Le Stadion RKS Skra est un stade omnisports polonais, situé à Ochota, quartier de Varsovie, la capitale du pays. Il est dédié principalement à la pratique du football et du rugby à XV.
Le stade, doté de 35 000 spectateurs et inauguré en 1953, sert d'enceinte à domicile à l'équipe de football du Skra Varsovie.

## Histoire
Les travaux du stade, en forme de fer à cheval et situé près du Pole Mokotowskie, débutent en 1948 pour s'achever cinq ans plus tard. Exemple rare du modernisme polonais d'après-guerre (construit avant que le style stalinien classique ne soit imposé au début des années 1950), il est conçu par les deux architectes M. Kokozow et J. Wasilewski.
Il est modernisé dans les années 1960 pour y inclure un hôtel avec une cantine, un cabinet médical, un sauna, un gymnase et un complexe aquatique.
Le musée de la culture physique et du tourisme est installé au stade en 1966.
Après le changement de régime, le Skra Varsovie, possédant l'installation, ne peut pas l'entretenir. Plusieurs tentatives d'inviter des investisseurs privés en échange d'espaces commerciaux sont stoppées par la municipalité de Varsovie, arguant que le site ne peut servir qu'au sport.
En conséquence, le Skra perd la pleine propriété de son stade en 2015.

## Galerie

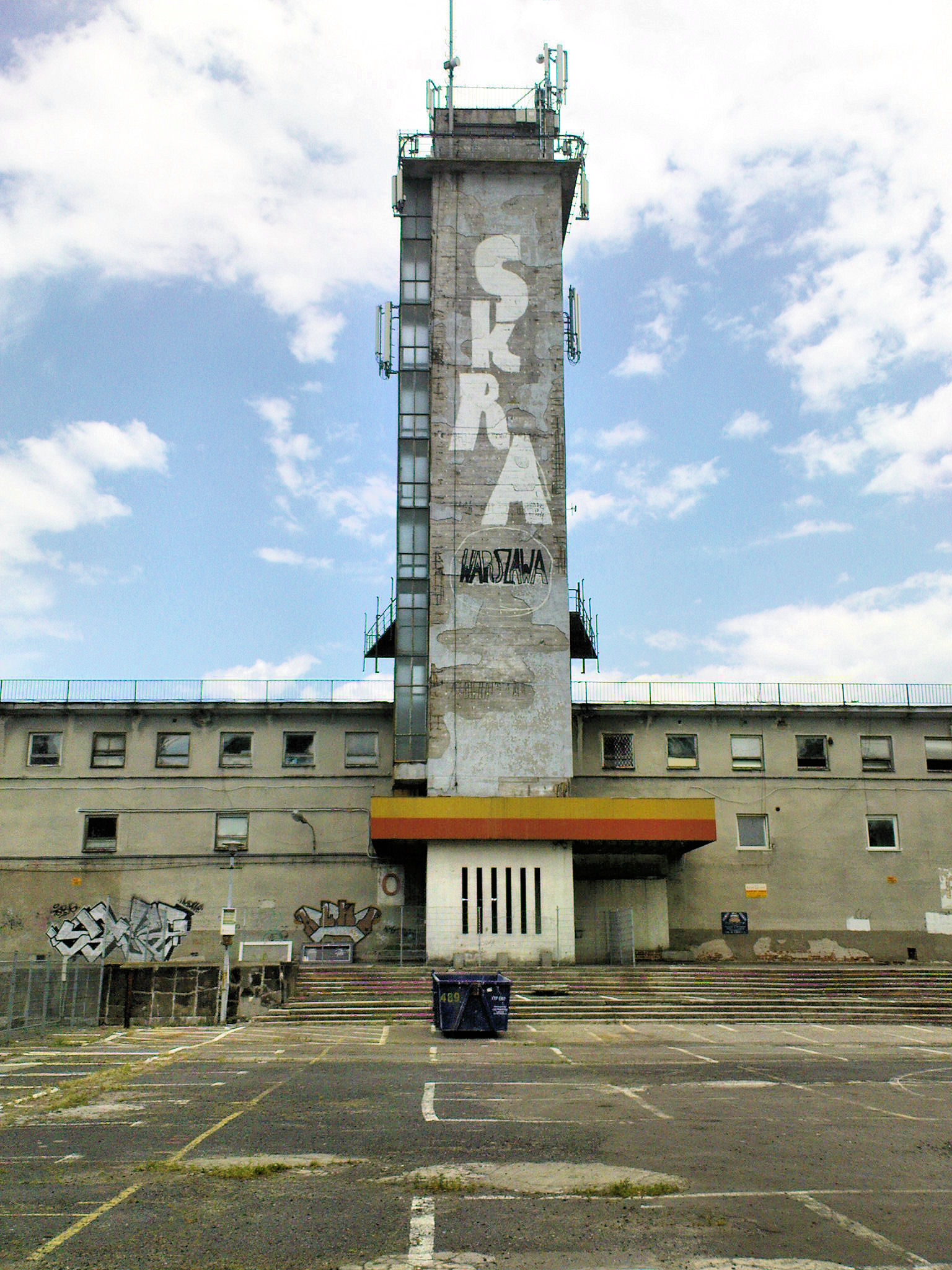
Vue de la tour du stade en 2012
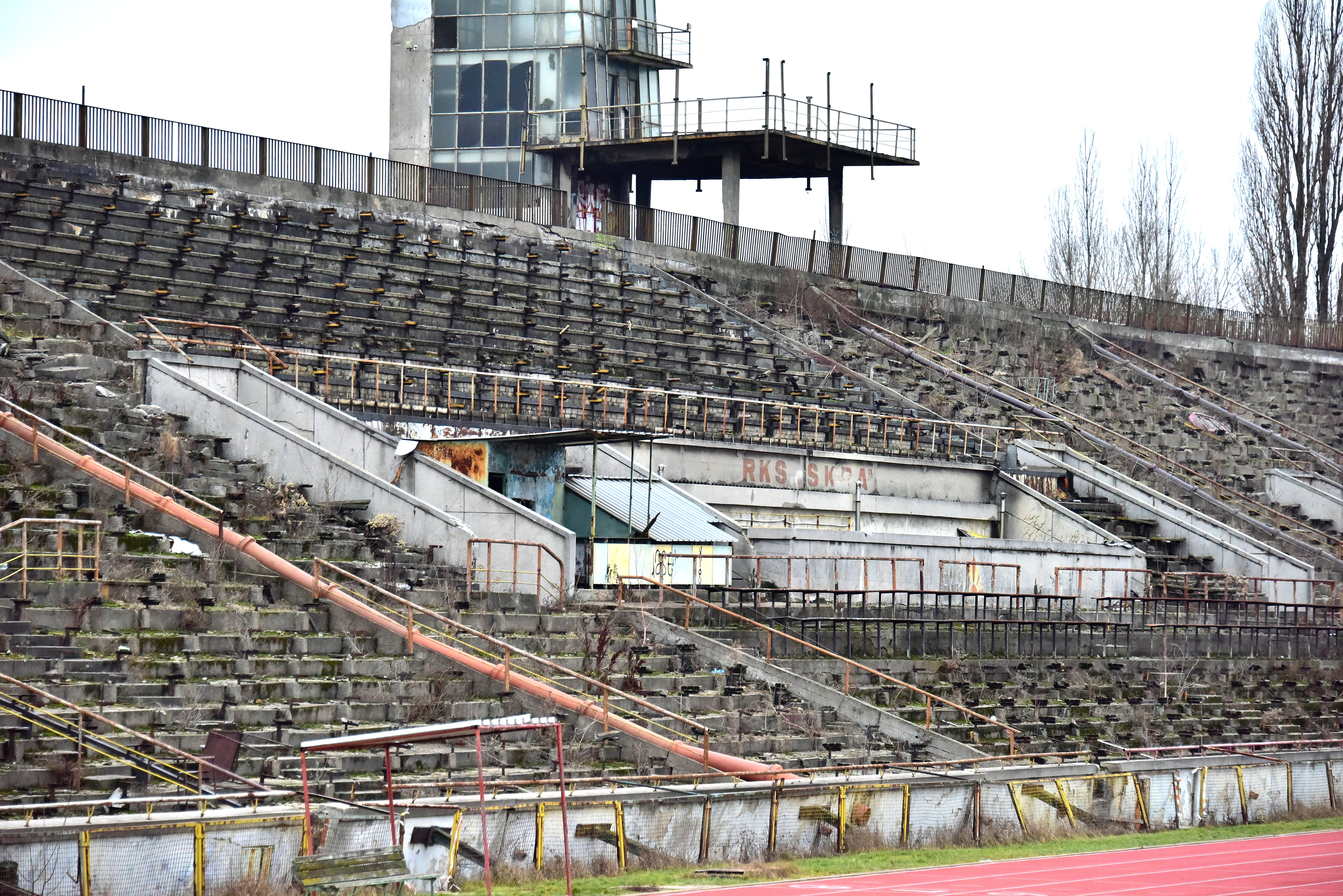
Vue des tribunes en 2018